# Higashikurume (Tokio)
Higashikurume (東久留米市 Higashikurume-shi?) es una ciudad ubicada en Tokio Occidental, la parte occidental de la Metrópolis de Tokio, Japón.  Tiene una población estimada, a inicios de abril de 2022, de 117 ,006 habitantes.
La ciudad fue fundada el 1 de octubre de 1970, luego de que fuese creada como villa con el nombre de Kurume en 1889 y promovida a pueblo en 1956. Es una de las ciudades que conforma la zona de Tokio Occidental.
Su nombre (etimológicamente en japonés, «Kurume del este») es para diferenciar a la ciudad de Kurume, en la prefectura de Fukuoka. Por la ciudad recorre el río Kurome, afluente del río Arakawa.

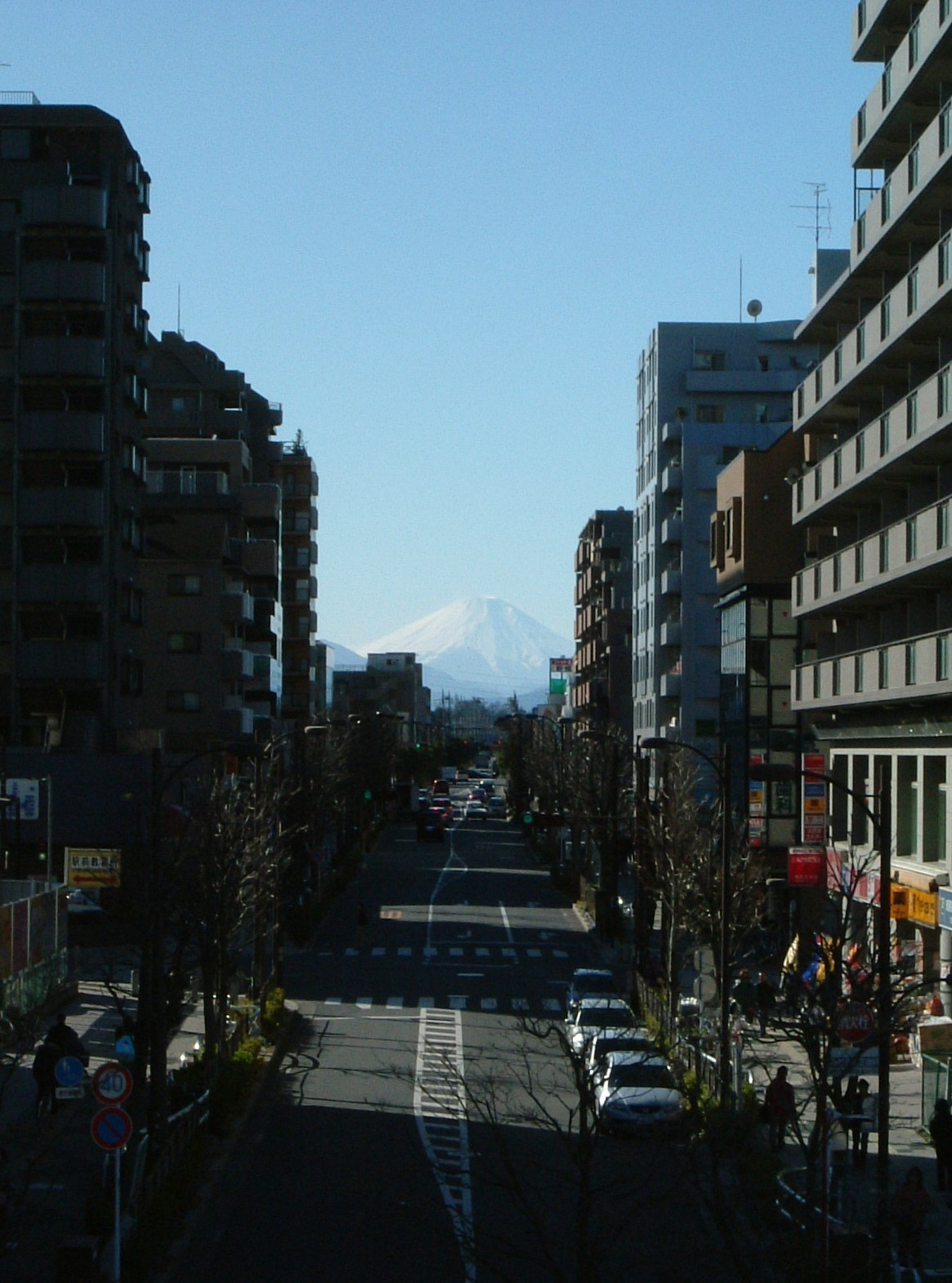
Vista de Higashikurume con el Monte Fuji al fondo.

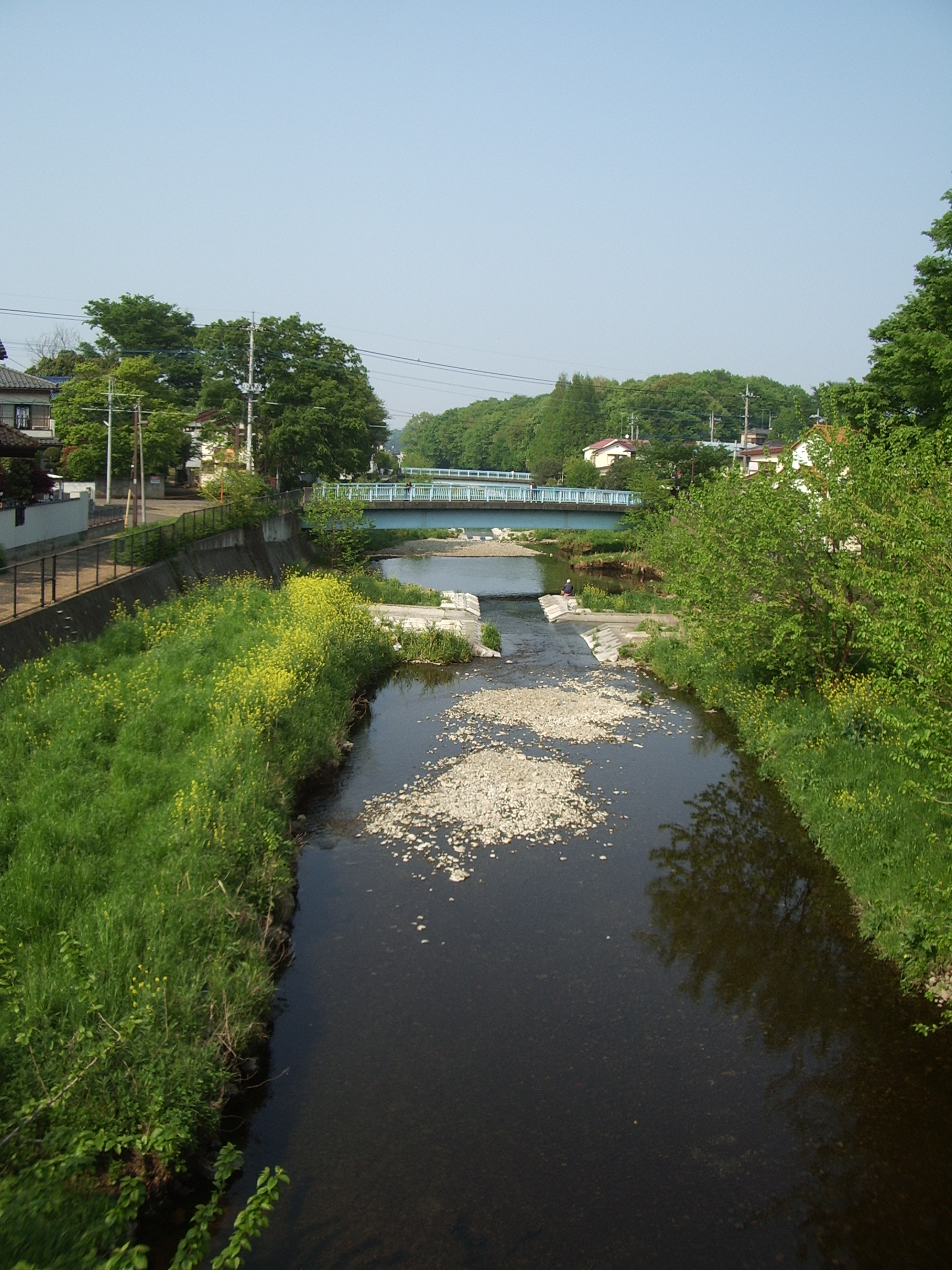
Río Kurome

### Municipios circundantes
- Tokio Metrópolis
  - Kiyose
  - Higashimurayama
  - Kodaira
  - Nishitōkyō
- Prefectura de Saitama
  - Niiza

## Ciudades hermanadas
- Takasaki, prefectura de Gunma, Japón